# Dean Ashton
Dean Ashton (Swindon, 1983. november 24. –) angol válogatott labdarúgó. Pályafutása során több mint 250 meccsen lépett pályára és több mint 100 gólt szerzett. Mindössze 26 évesen, 2009. december 11-én jelentette be visszavonulását súlyos bokasérülése miatt.

## Pályafutása

### Crewe Alexandra
Ashton a Crewe Alexandra modern ifiakadémiáján nevelkedett. 2000-ben, 16 évesen írt alá ifiszerződést a klubbal. Nem sokkal később egy Gillingham elleni meccsen mutatkozhatott be a felnőttek között, ezzel ő lett az egyik legfiatalabb játékos, aki valaha képviselte a klubot. Három hónappal később a Grimsby Town ellen is pályára léphetett, majd egy Burnley elleni 4-2-es siker során gólt is szerzett. 2001 januárjában, a Cardiff City elleni FA Kupa-meccsen játszhatott először kezdőként. A szezon végéig nyolc gólt szerzett, köztük nagyon fontosakat a Bolton Wanderers, a Portsmouth, a Gillingham és a Wimbledon ellen.
Második profi szezonjában Ashton sérülésekkel bajlódott és különösebben jó formában sem volt, de mindezek ellenére tíz gólt szerzett. Közben az U16-os, az U17-es, az U18-as és az U19-es angol válogatottba is behívták. A 2002/03-as idényben a Crewe második helyen végzett a harmadosztályban, így feljutott a második vonalba. Ashton 16 góllal járult hozzá ehhez a sikerhez. Legjobban talán egy Luton Town elleni meccsen teljesített, ahol két gólt szerzett és adott egy gólpasszt David Vaughannak. Csapata menedzsere, Dario Gradi ezután így nyilatkozott: "Remekül játszik és igazuk van azoknak, akik azt mondják, fényes jövő előtt áll."
A 2003/04-es szezonban Ashton lett a Crewe Alexandra első olyan játékosa, aki 20 gólt szerzett a másodosztályban. 2004. március 6-án, a Wigan Athletic ellen megszerezte pályafutása első mesterhármasát. Az évad során több csapattal, köztük a Wolverhampton Wanderersszel is szóba hozták, de maradt a Crewe-nál.
A következő idény közepén a Norwich Cityhez igazolt.

### Norwich City
Ashton 2005 januárjában 3 millió fontért a Norwich Cityhez igazolt, ezzel egy ideig ő tartotta az átigazolási klubrekordot, később ezt Robert Earnshaw 3,5 millió fonttal megdöntötte. Első hazai meccsén megszerezte első gólját új csapatában, a Middlesbrough ellen. A találkozón a Norwich 4-1-es hátrányból végül 4-4-es végeredményt ért el. Februárban Ashton lőtt egy szép gólt a Manchester City ellen, melyet a hónap végén a BBC-nél a második legszebb találatnak választottak Thierry Henry gólja mögött.
Sok szakértő úgy látta, Ashton lehet az, aki kivívhatja a bent maradást a Norwich Citynek, valóban több fontos, meccseket eldöntő gólt szerzett, de csapata így is kiesett a Premier League-ből. Többen érdeklődtek iránta, lett volna esélye az élvonalban maradni, de úgy döntött, megpróbál visszajutni a Kanárikkal.
A találgatások azonban nem álltak le, a Manchester Cityvel és a Charlton Athletickel is szóba hozták a játékost. Olyan pletykák is napvilágot láttak, melyek szerint a West Ham United menedzsere, Alan Curbishley akár el is adná néhány játékosát, hogy megszerezhesse Ashtont. 2005 nyarán a csatár aláírt egy 2009-ig szóló szerződést. Decemberre azonban egyre valószínűbbnek tűnt, hogy januárban egy élvonalbeli klub ajánlatot tesz majd érte. A Norwich mestere, Nigel Worthington azt mondta, Ashton mehet, ha a csapat elégedett lesz az ajánlattal. 2006. január 22-én Ashton 7 millió font ellenében a West Ham Unitedhez igazolt.

### West Ham United

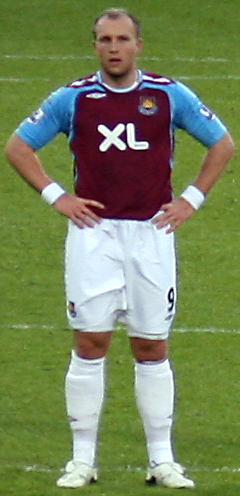
Ashton a West Ham United mezében

Ashton jól kezdte karrierjét a West Hamnél, egy Arsenal elleni 3-2-es siker során mutatkozhatott be. Több fontos gólt is szerzett, egy Manchester City elleni FA Kupa-meccsen kétszer is betalált, 2006-ban csapata a sorozat döntőjéig menetelt. A Middlesbrough elleni elődöntőben egy felugrásnál lekönyökölte az ellenfél kapusát, Mark Schwarzert, aki arccsonttörést szenvedett. Ezután a Boro szurkolói folyamatosan kifütyülték, ha hozzá került a labda. Később elnézést kért és elmondta, semmi szándékosság nem volt a mozdulatában.
A 2006-os, Liverpool elleni FA Kupa-döntő előtt kérdéses volt a játéka, mivel egy West Bromwich Albion elleni mérkőzésen vádlisérülést szenvedett. Nem vett részt a finálé előtti intenzív edzéseken, de végül mégis pályára lépett és gólt is szerzett. A meccs 3-3-ra végződött, végül pedig a Pool nyert büntetőkkel. Ashton ugyan nem került be az angol válogatott keretébe a 2006-os Vb-re, de rengeteg dicséretet kapott különböző szakértőktől. Első West Hamnél töltött szezonjában 16 meccsen hat gólt szerzett. Nyáron szóba hozták többek között a Newcastle Uniteddel is, de maradt az Upton Parkban.
2006 augusztusában az angol válogatott egyik edzésén bokatörést szenvedett, ami miatt a 2006/07-es szezon egészét ki kellett hagynia. Az idény során csapata végig a kiesés ellen harcolt, több olyan hír is felröppent, melyek szerint Ashton távozni fog, ha a West Ham kiesik. A klub végül megmenekült a kieséstől, Ashton pedig maradt. 2007. július 14-én, egy Dagenham & Redbridge elleni barátságos meccsen térhetett vissza a pályára. Később elárulta, attól tartott, hogy soha nem lesz már az a játékos, aki korábban volt. A Leyton Orient és az AS Roma elleni felkészülési meccsen gólokat is lőtt.
A Premier League-ben 2007. augusztus 11-én, a Manchester City ellen játszhatott ismét. A 2007/08-as szezonban összesen 35 meccsen lépett pályára és 11 gólt szerzett. Az évad végén egy új, öt évre szóló szerződést kapott a West Hamtől. A következő idényt remek formában kezdte, de egy edzésen ismét megsérült.

## Válogatott
Ashton Anglia több korosztályos válogatottjában is megfordult és jó mutatókkal rendelkezett. A felnőtt válogatottba először 2006 augusztusában, egy Görögország elleni meccsre hívták be. A találkozó előtti utolsó edzésen azonban Shaun Wright-Phillips egy elkésett becsúszás során eltörte a bokáját. Később egy Észtország elleni meccsen is szerepet szántak volna neki, de akkor is megsérült.
2008 májusában Ashton ismét bekerült a válogatott keretébe az USA és a Trinidad és Tobagó elleni barátságos meccsekre. 2008. június 1-jén, Trinidad és Tobagó ellen mutatkozhatott be a nemzeti csapatban.

## Játékstílusa
Dean Ashton fő erősségei közé tartozik remek fizikuma, gólérzékenysége és az, hogy a talajon és a levegőben is feltalálja magát. Hasonló stílusban játszik, mint Alan Shearer tette, ezért sok szakértő úgy véli, egy nap ő lép majd a helyébe az angol válogatottban. Sokak szerint a West Ham rosszul döntött, mikor 7 millió fontot fizetett érte, de a szakértők biztosak benne, hogy ő lesz a csapat egyik legnagyobb értéke, ha nem hátráltatják folyamatosan sérülések.

## Külső hivatkozások
- Dean Ashton pályafutásának statisztikái a Soccerbase oldalon (angolul)

- Dean Ashton adatlapja a 4TheGame.com-on
- Dean Ashton hivatalos honlapja
- Dean Ashton adatlapja az Ex-Canaries.com-on